# Уихокен
Уихокен (англ. Weehawken) — город в округе Хадсон штата Нью-Джерси, США.
По состоянию на 2020 год, население составляло 17 197 человек.
Уихокен является частью Нью-Йоркской агломерации.
Площадь города составляет 3.826 км², из них 2.063 км² расположено на суше (46 %).
Уикохен образован 15 марта 1859 года по решению Законодательного собрания Нью-Джерси после выделения из Хобокена и Норт-Бергена.
Дополнительные территории к городу присоединялись в 1874 и 1879 годах.